# ویلیس برندزینو لی
ویلیس برندزینو لی (به انگلیسی: Willis A. Lee)دریاسالار و ورزشکار مرد رشتهٔ ورزش تیراندازی اهل کشور ایالات متحده آمریکا است. وی در بین سال‌های ‎۱۹۲۰ میلادی در مسابقات بازی‌های المپیک تابستانی در مجموع ۷ مدال، شامل ۵ مدال طلا و ۱ نقره و ۱ برنز را کسب کرد.